# 키르기스 카간국
키르기스 카간국(중국어 정체자: 黠戛斯汗國, 고대 튀르크어: 𐰴𐰃𐰼𐰏𐰃𐰕:𐰅𐰠 키르기스 엘)은 6세기 초에서 13세기 사이에 존재했던 튀르크계 유목국가이다. 6세기부터 시베리아 남부의 예니세이 강 일대에 거주했던 예니세이 키르기스인들이 지배층을 형성하였다. 9세기에 그들은 몽골 초원의 강자였던 위구르 카간국을 무너뜨리고 중국 북방 초원의 패권을 장악하였다. 그러나 10세기 이후에 그들에 대한 정보는 거의 등장하지 않는데, 적어도 10세기 초 즈음에는 거란인들의 요나라에게 몽골 초원을 빼앗기고 본래의 거주지였던 시베리아 지역으로 물러났던 것으로 추정된다. 키르기스 카간국은 13세기 칭기즈 칸이 몽골 초원을 통일할 때 함께 복속되어 멸망하였다.